# Смысловые Галлюцинации
«Смысловые Галлюцинации» — радянський і російський рок-гурт із Єкатеринбурга.

## Історія гурту
Широка аудиторія дізналася про гурт наприкінці 1990-х років, хоча тоді він вже мав за великий багаж життєвого і творчого досвіду. «Смислові Галюцинації» — один із небагатьох колективів, який має ознаки належності, як до старого, так і нового покоління рок-груп. Група завжди балансувала на межі гітарного та електронного звучання. Активне використання клавішних інструментів довгий час було головною відмінною рисою свердловської рок-школи, що, частково, вплинуло і на звучання «Смислових Галюцинацій».
Днем народження групи «Смислові Галюцинації» прийнято вважати 21 серпня 1989 року — день, коли з'явилася назва. Тоді ж сформувався головний творчий принцип молодих музикантів: нікому своєю творчістю нічого не доводити і ніколи не виправдовуватися.
У 1990 році групу прийняли в Свердловський рок-клуб. Скоро альма-матері уральської рок-музики не стало — група виявилася останньою ланкою в житті цієї організації. Крім Свердловського рок-клубу, «Галюцинації» входили в структуру Музичного товариства «Біт-бардак» нарівні з групами «Біт-бардак» і «Панки по п'янці».
Нестабільність початку 1990-х накладала відбиток і на групу: загальний спад інтересу до рок-музиці, відсутність концертних майданчиків і розквіт попси не давали рухатися вперед. Концерти поступово зійшли нанівець, ходили чутки, що гурту більше не існує. Однак, творчий потенціал і бажання вижити не дали поховати гурт раніше часу.
На початку 1995 року навколо Сергія Бобунца зібрався новий кістяк музикантів. Вирішивши, що після довгої перерви логічно буде почати з нуля, цей склад назвався щось проти тебе («Something Against You» — пісня улюбленої групи Pixies). Група відіграла два концерти під цим іменем, проте на третій раз, відкинувши страхи і забобони, під радісний виття натовпу на сцену вийшли нові-старі «Смислові Галюцинації».
У 1996 році молоді уральські музиканти заснували перший у Єкатеринбурзі альтернативний клуб «J22», який став будинком і творчої базою цього гурту і інших гуртів-засновників, і стартовим майданчиком для багатьох уральських колективів. Виходить дебютний альбом «Розлука NOW», що став своєрідною даниною пам'яті групи «Наутілус Помпіліус». Альбом рясніє завуальованими цитатами і мотивами. Крім очевидної відсилання до «Наутилусу», в альбомі згадується ще безліч культових рок-героїв. У тому ж 1996 році група отримала перший серйозний гастрольний досвід: Смислові Галюцинації разом з екатеринбургскими ветеранами війни в Афганістані вирушили в 22-денний Марш Миру по містах європейської частини Росії.
У 1997 році виходить другий альбом «Тут і зараз». Одна з пісень альбому — «Підступність і любов» — відсилає до творчості ще однієї культової свердловської групи — «Агати Крісті».
У 1999 році музиканти випускають третій альбом «Акустична юність», випущений обмеженим тиражем на магнітофонних касетах.
Влітку 1999-го пісня «Рожеві окуляри» потрапляє в ефір «Нашого радіо» і стрімко злітає вгору по щаблях «Чартової дюжини». Через рік ті самі «Рожеві окуляри» і «Вічно молодий» звучать в саундтреку фільму «Брат-2».
«Смислові Галюцинації» брали участь у фестивалях «Навала», «Maxidrom», «Мега-Хаус», «Крила» тощо. Причому вони були єдиним гуртом, який брав участь у всіх фестивалях «Навала», будучи своєрідним талісманом «Нашого радіо».
У 2001 році побачив світ альбом «Лід 9». Це назва музиканти почерпнули у філософ-фантастичному творі американського письменника Курта Воннегута «Колиска для кішки». «Лід 9» — назва специфічного речовини, яка перетворює на лід все, в чому присутня вода. 25 березня 2003 року побачив світ шостий альбом «Зворотна сторона Землі». В ознаменування цієї події одна з зірок у сузір'ї Ліра отримала ім'я «Смислові Галюцинації».
21 серпня 2004 року групі виповнилося 15 років. До ювілею був приурочений випуск збірки найкращих пісень «66 rus», куди, крім всіх хітів з трьох попередніх альбомів, увійшли раніше не видавалися пісні і спеціально записані нові версії відомих пісень групи.

У цьому ж році, 1 вересня пройшла перша з акцій «Перший день осені». Акцію вирішено зробити традиційною. У 2004 році це був великий акустичний концерт за участю викладачів муніципального камерного оркестру «B-A-C-H». Акція пройшла в Єкатеринбурзькому ККТ «Космос» і була повністю знята телекомпанією «Ера ТВ». «Смислові Галюцинації» нагороджені двома «Золотими грамофонами» за пісні «Навіщо топтати мою любов» у 2002 році і «Розум коли-небудь переможе» в 2003 році. Група номінувалася на національну музичну премію «Овація» як найкраща рок-група 2004 року. У червні 2005 року вийшов у світ DVD «Перший день осені», де, крім згаданого концерту, розміщені всі кліпи гурту і архівні матеріали.

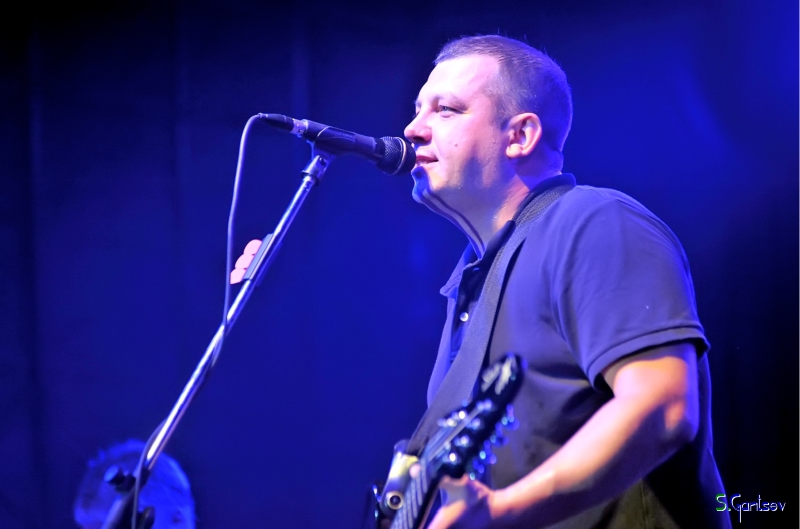
Сергій Бобунець на виступі

1 вересня 2005 року в рамках акції «Перший день осені» «СГ» презентували ще не вийшов на той час альбом «Великі плани». У грудні 2005 року після тривалої перерви група випустила новий альбом «Великі плани». Того ж року «Радіо Maximum» визнало «Смислові Галюцинації» групою року. У 2006 році в арсеналі групи з'явилося ще дві зірки: «Смислові Галюцинації» — Буба в сузір'ї Діва і «Смислові Галюцинації» — Фельд у сузір'ї Козерога.
У квітні 2008 року вийшов максі-сингл «Гудбай, Міккі Маус!», куди увійшли декілька пісень з майбутнього альбому і ексклюзивний трек. 1 жовтня 2008 року за п'ять днів до релізу, в ефірі «Нашого радіо», відбулася радіопрезентація нового альбому «Серця і мотори».
9 вересня 2009 року (9/9/9) група відзначила свій 20-річний ювілей у «Центрі культури Уралу», дозволивши і навіть попросивши глядачів знімати. Концерт, включаючи аматорські записи, складе новий DVD «глюків». На самому ж концерті, крім великого виступу іменинників, виступили відомі уральські групи: Квітневий марш, Сансара, Курара, Fashion Beat, Екорше. Між їх виступами на екрані показували привітання «не зуміли приїхати» — починаючи з нового складу «Агати Крісті» і закінчуючи Комоловим і Гаріком Харламовим. У ролі ведучого виступив Михайло Козирев, який в тому числі виконав разом з Бубою пісню «Бог — Суперстар», яка представляла собою монолог Сергія і «бога російського року».

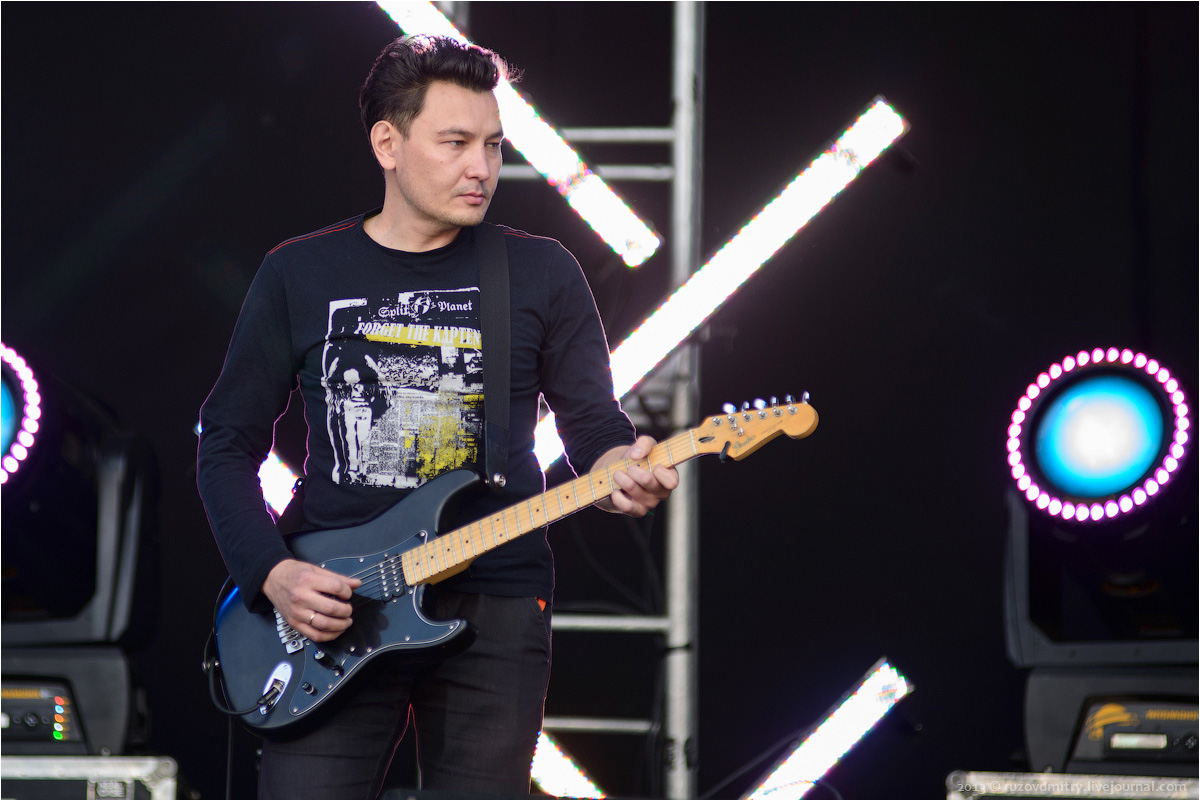
Євген Гантімуров у складі «Смислових галюцинацій» на фестивалі «Рок над Волгою» 2013

3 грудня 2010 року Смислові Галюцинації повідомили, що приступили до запису нового альбому з робочою назвою «Зроблено в темряві». Сергій Бобунець тоді сказав: «Альбом виходить камерним, темним. Не похмурим, а саме темним. Практично всі пісні були записані ночами в кабінеті. З освітлення були тільки ноутбук і кілька свічок. І це відчуття камерності, напівтемряви позначилося на цьому матеріалі. Добре, коли концепція альбому і його зміст так гармонують один з одним. Він сприймається дуже цілісно».
У травні 2011 року група випустила альбом «Зроблено в темряві». Два треки з цього альбому — «Останній день Землі» і «Демони» були екранізовані. Восени цього ж року відновилося і отримало розвиток творчу співпрацю з Чичеріної: Сергій Бобунець став продюсером її нового синглу «Небезпечно» і альбому «Казка про щастя», а Максим Мітенков взяв участь у створенні нового матеріалу. Кінець 2011 року пройшов під знаком ще одного синглу з «темного» альбому: пісня «Поринаю» отримала премію «Чартова дюжина» в номінації «Лідер Чарту».
У 2012 році група взяла участь у створенні декількох фільмів. Пісня «Демони» стала заголовною композицією фільму Олексія Федорченка «Хроноглаз», «Поринаю» прозвучала в телесеріалі «Короткий курс щасливого життя». Музику «Смислових Галюцинацій» можна почути також у фільмі «Територія». У 2012 році були опубліковані такі пісні, як «Все буде чарівно» і кавер на композицію Бориса Гребенщикова «Я не можу відірвати очей від тебе», записаний спеціально для ювілейного триб'юту «Акваріума». Поповнилася і дискографія групи: у квітні на полицях музичних магазинів з'явився збірник кращих пісень, випущений компанією «Моноліт», а на початку грудня відбувся реліз альбому «Пісні про спасіння Світу», трек-лист якого група склала самостійно. Оформлення цього диску повністю складається з фотографій Костянтина Лекомцева, зроблених на айфон. Ці знімки неодноразово брали участь у різних фотовиставках.
У 2012 році в Єкатеринбурзі була відкрита Медіа-Лабораторії «Смислових Галюцинацій» S.G.T.R.K, де проходить робота з різними музичними проектами і запис нових пісень.
У серпні 2013 року група виступила на форумі «Селігер 2013» Єдиної Росії.
Склад колективу не змінюється з 2008 року, коли до Сергія Бобунця і Костянтина Лекомцева приєдналися гітарист Євген Гантімуров (екс-Банга-Джаз, Інсаров), бас-гітарист Микола Ротов, відомий як самостійний артист Коля ROTOFF, і барабанщик Максим Мітенков — за сумісництвом автор і виконавець пісень. Систему власного сучасного світогляду група визначає як «Уральський екзистенціалізм». Сергій Бобунець, соліст групи «Смислові галюцинації», відзначив 2014 року з групою 25-річчя. Музикант зазначив, що жити 26 років з назвою «Смислові галюцинації» дуже важко. Прощальних турів Бобунець пообіцяв не влаштовувати.
29 грудня 2015 року Сергій Бобунец на своєму каналі в YouTube [Архівовано 23 листопада 2016 у Wayback Machine.] заявив, що група «Смислові Галюцинації» припинить своє існування в 2017 році. 19 грудня 2016 року відбувся останній концерт гурту — у Москві.

## Дискографія

### Студійні альбоми

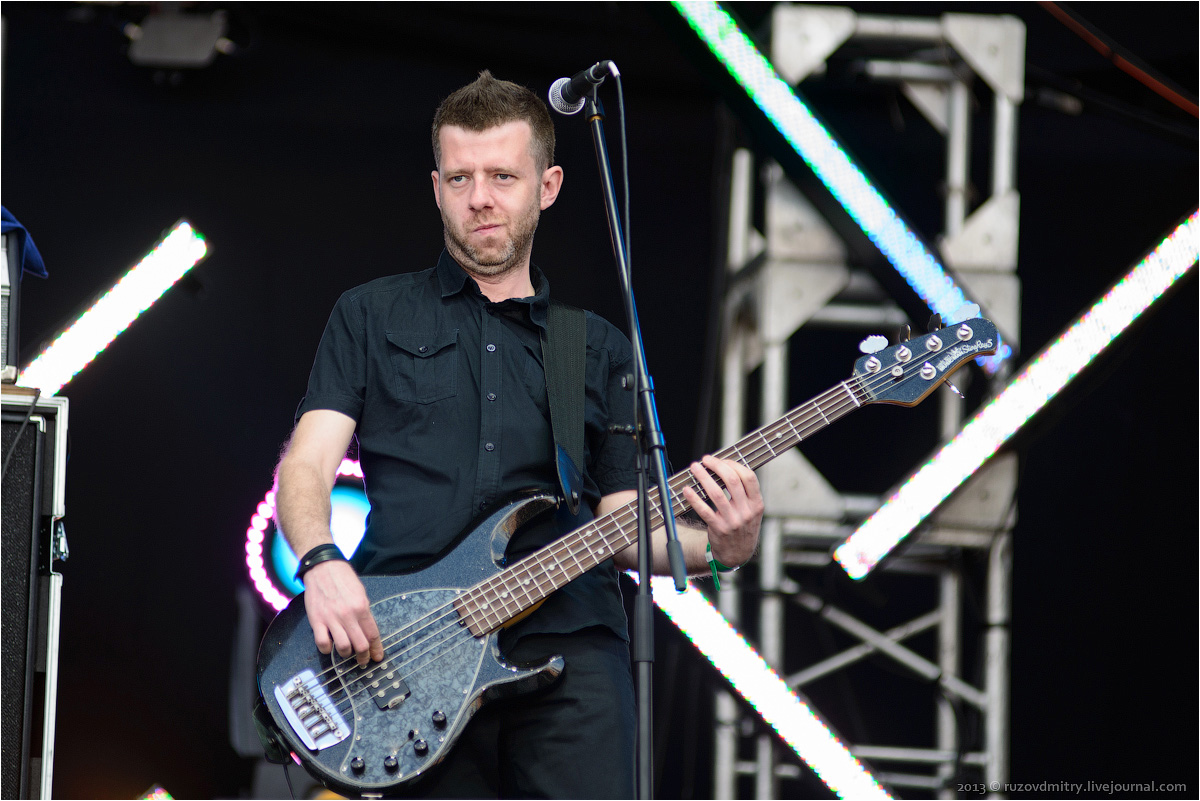
Микола Ротов у складі «Смислових галюцинацій» на фестивалі «Рок над Волгою» 2013

- 1992 — ЙЕХХА (магнітоальбом)
- 1993 — Хочеться думати (магнітоальбом)
- 1994 — Паркопаны в грязі (магнітоальбом, загублений)
- 1996 — Розлука NOW
- 1997 — Тут і зараз
- 1999 — Акустична юність
- 2000 — 3000
- 2001 — Лід 9
- 2003 — Зворотна сторона Землі
- 2005 — Великі плани
- 2008 — Серця і мотори
- 2011 — Зроблено в темряві

### Сингли
- 2000 — Вічно молодий

- 2005 — Полюса
- 2008 — Гудбай, Мікі Маус
- 2012 — Все буде чарівно
- 2012 — Демони
- 2014 — Вічність Встане З Нами Поряд
- 2014 — Уявний Вовк

### DVD
- 2005 — Перший день осені (DVD)
- 2006 — Великі плани (DVD)

### Збірники
- 2000 — Вічно Молодий (збірник)
- 2002 — De Luxe Collection (збірник)
- 2002 — Всі Хіти (збірник)
- 2004 — 66 rus (збірник)
- 2012 — Кращі пісні! (Нова колекція) (Збірник)
- 2012 — Повна колекція хітів! (збірник)
- 2012 — Пісні про порятунок світу
- 2014 — Уявний вовк

### Кліпи
- 1995 — Хочеться думати
- 2000 — Зірки 3000
- 2000 — Вічно молодий
- 2000 — Вічно Молодий (remix)
- 2000 — Все в порядку
- 2002 — Навіщо топтати мою любов
- 2002 — Розум коли-небудь переможе
- 2002 — Мисливці
- 2003 — Перший день осені
- 2003 — Поки це здається важливим
- 2004 — Ранок
- 2005 — Квітень
- 2005 — Полюса
- 2009 — Чарівний світ (OST «Заборонена реальність»)
- 2009 — Без стюардес
- 2010 — Чуже небо (OST «На грі-2. Новий рівень»)
- 2010 — Останній день Землі
- 2012 — Демони (OST «Четвертий вимір»)
- 2012 — Ні, та
- 2012 — Занурююся (OST «Крилата пам'ять Перемоги». Мить-3)
- 2012 — Все буде чарівно (OST «Крилата пам'ять Перемоги». Л-39)
- 2012 — Розум (OST «Крилата пам'ять Перемоги». Іл-2)
- 2012 — Не можу відірвати очей від тебе
- 2013 — Тиша
- 2013 — Все зміниться
- 2014 — Вічність встане з нами поряд
- 2014 — Уявний вовк

## Склад групи

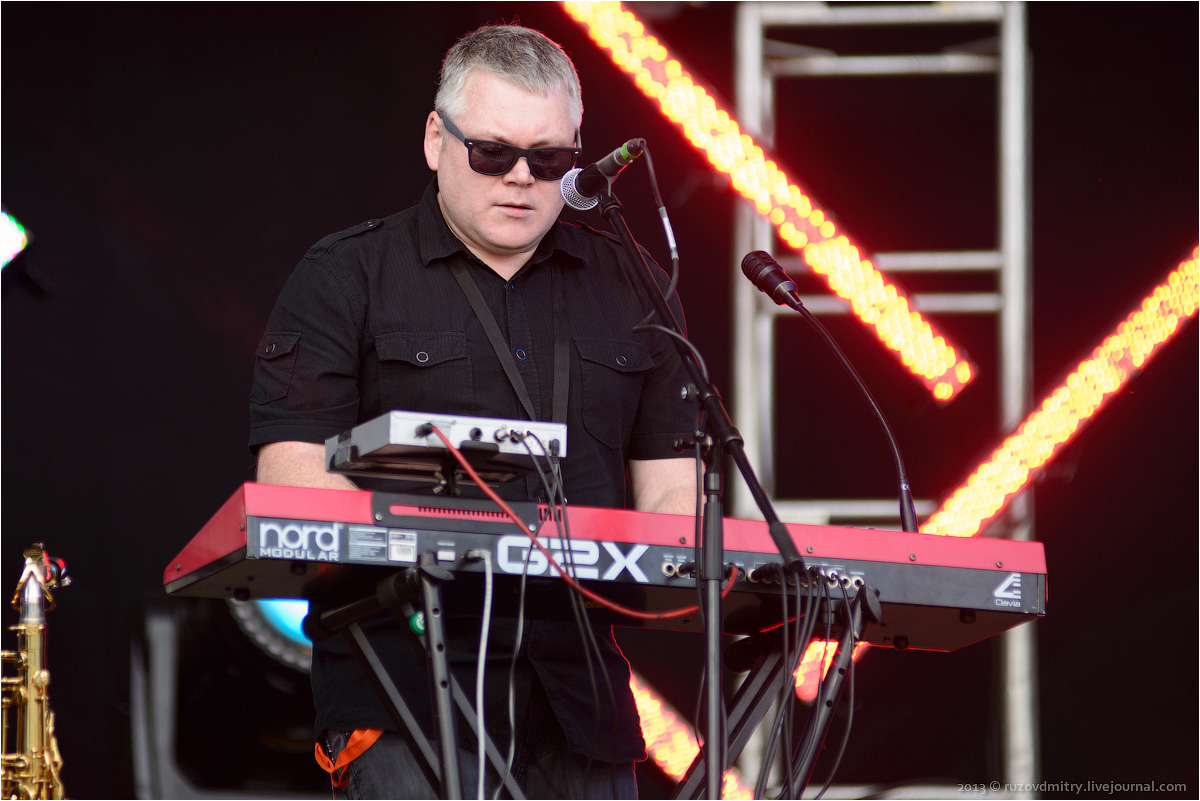
Костянтин Лекомцев у складі «Смислових галюцинацій» на фестивалі «Рок над Волгою» 2013

- Сергій Буба Бобунец — вокал, гітара, музика, тексти
- Костянтин Лекомцев — клавішні, саксофон, гітара, бек-вокал, аранжування, музика, тексти
- Микола Ротов — бас-гітара
- Максим Мітенков — ударні
- Євген Гантімуров — гітара
- Олег Гененфельд — директор групи, музика, тексти

### Колишні учасники
- Уваров, Костянтин — ідеолог, автор текстів (1989—1995)
- Сергій Баранов — гітара, клавішні, музика, тексти, вокал (1989—1991)
- Бурдін, Володимир — музика, тексти, гітара, ударні, вокал (1989—1993)
- Дмитро Хабіров — ударні (1997—2008)
- Олег «Ширман» Подосенов — саксофон, клавішні (1989—1992)
- Олександр Бурий — бас-гітара (1995—1998, 2004—2008)
- Володимир Кискин — бас-гітара (1998—2004)
- Ігор Васильєв — бас-гітара (1989—1992)
- Володимир Полуботько — бас-гітара (1992—1993)
- Олександр Колбасов — гітара (1989—1993)
- Олег «Панцир» Анцирев — ударні (1992—1996)
- Дмитро Шітлін — ударні (1989—1992)